# Margaret (film)
Pour les articles homonymes, voir Margaret.
Pour plus de détails, voir Fiche technique et Distribution.
Margaret est un film dramatique américain écrit et réalisé par Kenneth Lonergan, sorti en 2011.

## Synopsis
Une jeune adolescente, témoin d'un accident, doit aider les enquêteurs à comprendre ce qu'il s'est réellement passé.

## Fiche technique
Sauf indication contraire, les informations mentionnées dans cette section peuvent être confirmées par la base de données cinématographiques IMDb,  présente dans la section « Liens externes ».
- Titre original et français : Margaret
- Réalisation et scénario : Kenneth Lonergan
- Direction artistique : James Donahue
- Décors : Dan Leigh
- Costumes : Melissa Toth
- Photographie : Ryszard Lenczewski
- Son : Michael Barosky, Jacob Ribicoff
- Montage : Anne McCabe
- Musique : Nico Muhly
- Production : Gary Gilbert, Sydney Pollack et Scott Rudin ; Blair Beard (coproducteur) 
  - Production exécutive : Anthony Minghella
- Sociétés de production : Mirage Enterprises (en), Gilbert Films et Scott Rudin Productions et Camelot Pictures
- Sociétés de distribution : Fox Searchlight Pictures
- Budget : 14 millions de dollarsUS
- Pays de production :  États-Unis
- Langue originale : anglais
- Format : Couleur - 1,85 : 1 - Son Dolby
- Genre : Film dramatique
- Durée : 150 minutes
- Dates de sortie :
  - États-Unis : 30 septembre 2011
  - Canada : 7 octobre 2011
  - France : 29 août 2012

## Distribution
- Anna Paquin (VFB : Séverine Cayron ; VQ : Catherine Brunet) : Lisa Cohen
- Matt Damon (VF : Damien Boisseau ; VQ : Gilbert Lachance) : M. Aaron Caije
- Mark Ruffalo (VFB : Marc Weiss ; VQ : Louis-Philippe Dandenault) : Jason Maretti Berstone
- Kieran Culkin (VFB : Emmanuel Dekoninck ; VQ : Nicholas Savard L'Herbier) : Paul Hirsh
- Olivia Thirlby : Monica Sloane
- Matthew Broderick (VFB : David Pion ; VQ : Antoine Durand) : John Andrew Van Tassel
- Rosemarie DeWitt : Margaret Marretti
- J. Smith-Cameron (VFB : Fabienne Loriaux ; VQ : Manon Arsenault) : Joan Cohen
- Jean Reno (VF : lui-même ; VQ : Manuel Tadros) : Ramon Cameron
- Betsy Aidem (VQ : Lisette Dufour) : Abigail
- John Gallagher, Jr. (VQ : Sébastien Reding) : Darren Rodifer
- Matt Bush : Kurt Masur
- Allison Janney (VQ : Marika Lhoumeau) : Monica Patterson
- Hina Abdullah (VQ : Ariane-Li Simard-Côté) : Angie
- Stephen Adly Guirgis (VFB : Benoît Van Dorslaer ; VQ : François Trudel) : Mitchell
- Jeannie Berlin (VFB : Rosalia Cuevas ; VQ : Johanne Garneau) : Emily
- Jonathan Hadary (VFB : Guy Pion ; VQ : Mario Desmarais) : Deutsch
- Kenneth Lonergan (VFB : Lionel Bourguet ; VQ : Sylvain Hétu) : Karl
- Jake O'Connor (VFB : Antoni Lo Presti ; VQ : Philippe Martin): David

- Version française
  - Studio de doublage : Dubbing Brothers
  - Direction artistique : Marie-Line Landerwijn
  - Adaptation : Marc Girard-Igor

- Version québécoise
  - Studio de doublage : Cinélume
  - Direction artistique : Lisette Dufour
  - Adaptation : Marion Desmarais

Source et légende :  Version québécoise (V. Q.) sur Doublage QC

## Production
Le tournage de Margaret s'est déroulé du 12 septembre au 23 novembre 2005 à New York. Mais peu après la fin du tournage du film, le réalisateur Kenneth Lonergan entame le montage du film, qui sera d'une durée de trois heures. Or, Lonergan, avait obtenu le director's cut de la part de Fox Searchlight Pictures, qui ont produit le film, sous la condition de ne pas dépasser les 150 minutes (soit deux heures trente). Au-delà, les studios reprennent la main sur le long-métrage. Après un montage guère satisfaisant pour les deux parties opposées, les décès des deux producteurs, Sydney Pollack et Anthony Minghella , un procès pour la longue période de montage, très coûteuse entre la Fox et le producteur Gary Gilbert, bloquant le projet, jusqu'à ce que Matthew Broderick prête 1 million de dollars pour plancher sur le montage loin des studios et Martin Scorsese fut appelé à la rescousse gratuitement pour le montage, aidé par Thelma Schoonmaker. Le montage de Scorsese ne plait pas au producteur Gary Gilbert, qui tente d'imposer sa version du film de deux heures, plus à même, selon lui, d'attirer un public, en vain.

## Autour du film
- Matthew Broderick et Jean Reno se retrouvent après avoir collaboré ensemble sur Godzilla de Roland Emmerich. Ils avaient également prêté leurs voix au dessin animé Le Roi lion : Matthew Broderick doublait Simba adulte en version originale et Jean Reno doublait Mufasa en version française.